# Saffo (Pacini)

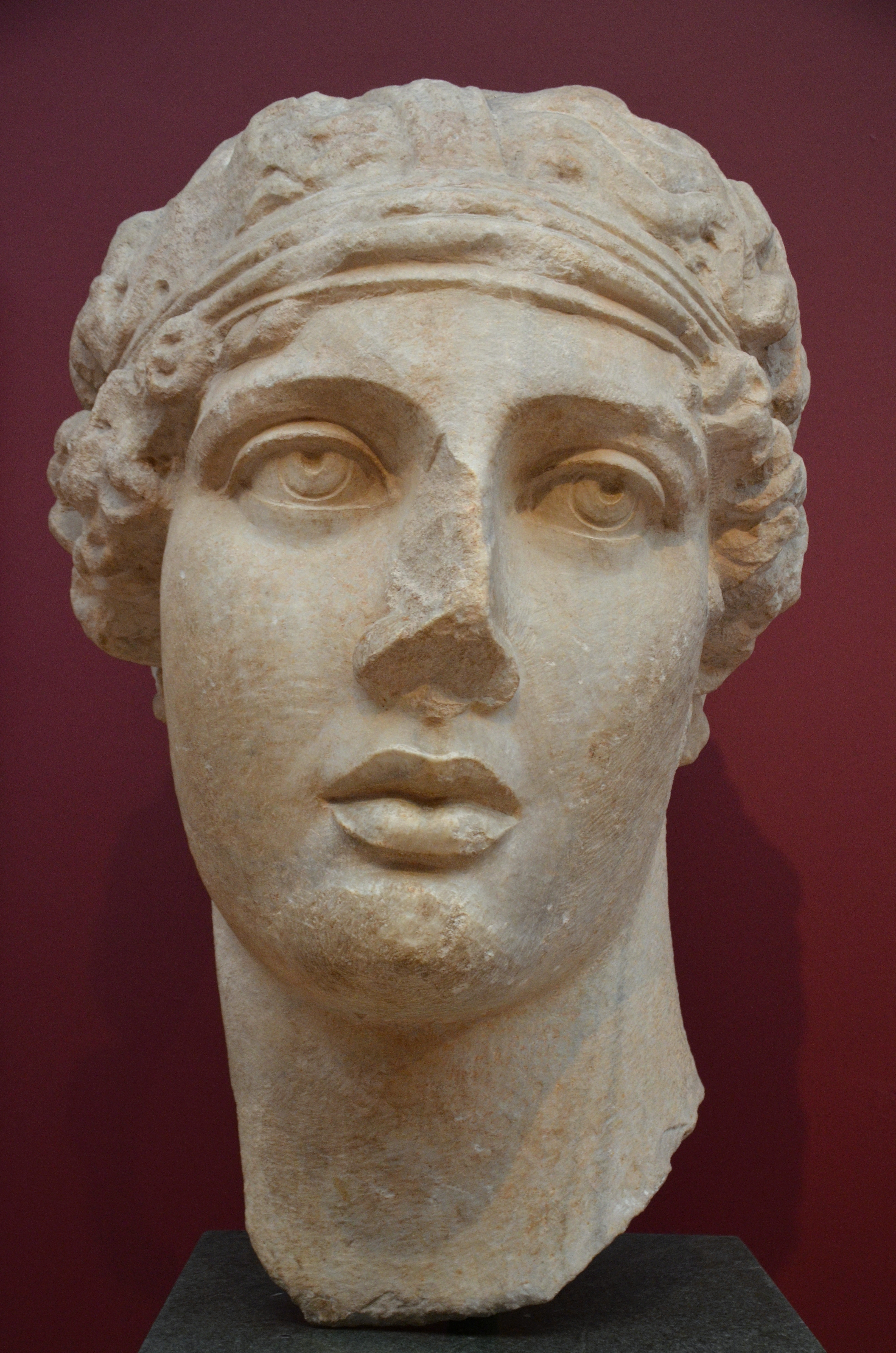
Porträtkopf der Sappho, römische Kopie nach griechischem Original, aus Smyrna (Izmir), Archäologisches Museum, Istanbul

Saffo (deutsch: Sappho) ist eine Oper (Originalbezeichnung: „tragedia lirica“) in drei Teilen und fünf Bildern von Giovanni Pacini über ein Libretto von Salvadore Cammarano. Die Uraufführung war am 19. November 1840 im Teatro San Carlo in Neapel. Pacinis Saffo hatte einen sensationellen Erfolg und gilt als seine berühmteste Oper. Sie war bis zum Ende des 20. Jahrhunderts die einzige Oper Pacinis, die gelegentlich aufgeführt wurde.

## Inhalt
Die Handlung spielt im antiken Griechenland und handelt von der sagenumwobenen Sängerin und Dichterin Sappho und ihrer unglücklichen Liebe zu dem schönen Phaon. Diese Legende wurde ursprünglich von Menander und Ovid, später von vielen anderen Schriftstellern literarisch dargestellt, u. a. von Grillparzer. Die Vorlage für Cammaranos Libretto ist vermutlich ein Theaterstück von Pietro Beltrame (UA im Teatro dei Fiorentini, 1838).
Die folgende Inhaltsangabe basiert auf dem Booklet zur CD-Gesamtaufnahme der Wexford Festival Opera 1995.

### Erster Teil: „La corona olimpica“ – Die olympische Krone
Außenansicht eines Amphitheaters
Beim Sängerwettbewerb in Olympia (bei den 42. olympischen Spielen) hat Saffo (kurz vor Beginn der Oper) eine leidenschaftliche Hymne gesungen, mit der sie die „barbarische“ Sitte der selbstmörderischen Sprünge von der Klippe beim Heiligtum des Apoll auf der leukadischen Insel (heute: Lefkada) anklagt. Damit hat sie das ganze Publikum gegen den anwesenden Alcandro, Hohepriester des leukadischen Apoll, aufgebracht, und Alcandro wird aus dem Stadion vertrieben. Der gedemütigte Hohepriester schwört Rache gegen Saffo, obwohl die Erinnerung an ihren Gesang auch eine seltsame Zuneigung in ihm weckt.
Als Saffos Geliebter Faone erscheint, sieht Alcandro seinen Moment gekommen und erinnert den jungen Mann an seine einstige Zuneigung für Alcandros Tochter Climene.
Saffo tritt auf, und der eifersüchtige und wankelmütige Faone macht ihr Vorwürfe, weil er sie (zu Unrecht) der Untreue verdächtigt. Sie versucht seine Zweifel zu zerstreuen, aber als die Nachricht eintrifft, dass Saffo den Wettstreit gewonnen hat und von dem Poeten Alceo mit dem olympischen Lorbeerkranz gekrönt werden soll, zerfließt sie vor Freude und Dankbarkeit. Faone glaubt seine schlimmsten Befürchtungen bestätigt, und es kommt zur heftigen Trennung.

### Zweiter Teil: „Le nozze di Faone“ – Die Hochzeit des Faone
Alcandros Wohnung in der Nähe des Apollotempels
Auf Leukas bereitet sich Alcandros Tochter Climene glücklich auf ihre Hochzeit mit Faone vor.
Plötzlich erscheint Saffo, die drei Monate lang in ganz Griechenland nach dem von ihr zutiefst geliebten Faone gesucht hat. Sie bereut es mittlerweile, den leukadischen Apollo in Olympia beleidigt zu haben, und um den Gott gnädig zu stimmen will sie im Heiligtum Opfergaben darbringen und bittet Climene um Hilfe. Im Gespräch erfährt Saffo von Climene, dass diese einst eine Schwester hatte, die schon als Kind bei einem Schiffbruch verschwunden ist und für tot gehalten wird. Saffo ist gerührt, und die beiden Frauen fallen sich tröstend in die Arme. Sie beschließen, dass Saffo auf Climenes Hochzeit singen soll. Da Saffo jedoch von der Reise ganz schmutzig ist und nichts Passendes anzuziehen hat, stellt ihr Climene ein prächtiges eigenes Gewand zur Verfügung.
Apollotempel
Die feierliche Hochzeitszeremonie beginnt, vom Brautvater und Hohepriester Alcandro zelebriert. Nachdem das Brautpaar den Eid abgelegt und als Zeichen ihrer besiegelten Verbindung Kränze auf den Altar gelegt hat, kündigt Climene Saffo an, die für sie singen wolle. Als Saffo eintritt und entdecken muss, dass der Bräutigam der von ihr geliebte Faone und die Hochzeit bereits vollzogen ist, gerät sie in solche Verzweiflung und Rage, dass sie den Altar umwirft und entweiht. Der Teil endet in allgemeiner Aufregung und Verzweiflung.

### Dritter Teil: „Il salto di Leucade“ – Der Sprung vom leukadischen Felsen
Furchteinflößender Wald

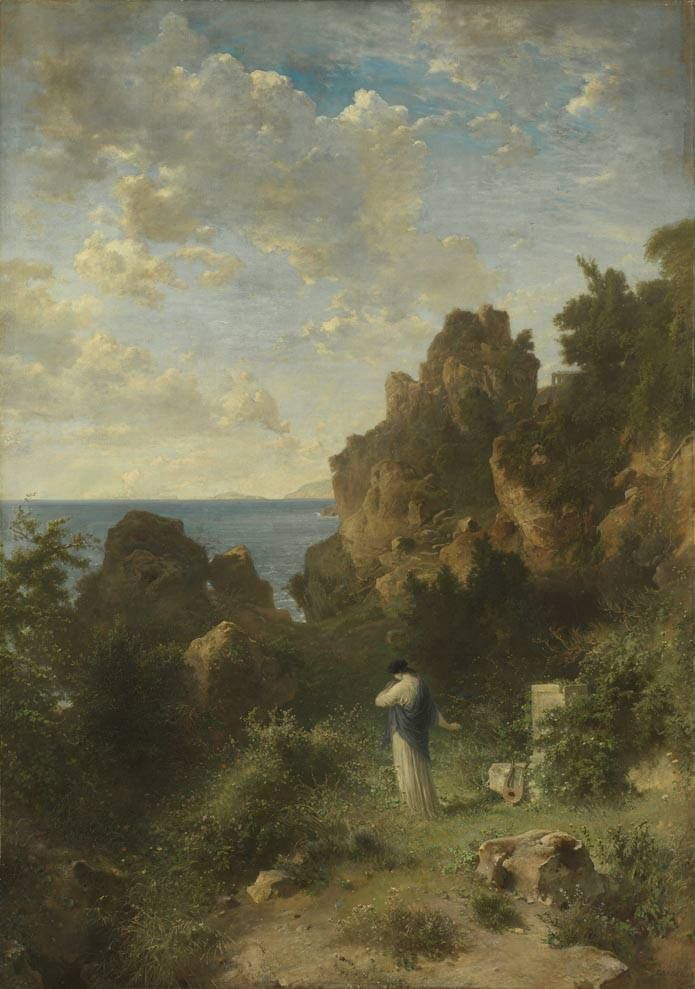
Heinrich Dreber: Sappho (1870), Bayrische Staatsgalerie, München

Die reuige Saffo erscheint vor Alcandro und den Auguren des Apollo-Heiligtums. Um ihr blasphemisches Verhalten wieder gut zu machen und in der Hoffnung, ihren Schmerz über ihre unerfüllte Liebe zu Faone zu löschen (oder zu sterben), möchte sie als Opfer für den Sprung von der leukadischen Klippe zugelassen werden. Die Auguren ziehen sich in die heilige Höhle zurück, um die Gottheit zu befragen, und Saffo wird zum Sprung zugelassen. Als sie offiziell ihren Namen, Geburtsort und Vater angeben muss, tritt der alte Lisimaco dazwischen und eröffnet ein Geheimnis: Vor Jahren fand er nach einem Schiffsunglück ein kleines Mädchen (Saffo) am Strand, nahm sie mit und zog sie auf. Als Alcandro das hört, fragt er, ob sie ein Amulett um den Hals gehabt habe. Dies wird von Lisimaco bejaht, und Saffo selber zeigt das Amulett, das sie immer bei sich trägt. So stellt sich heraus, dass Saffo die verschwundene und totgeglaubte Tochter von Alcandro und Schwester von Climene ist. Nun will Alcandro den selbstmörderischen Sprung Saffos verhindern, aber diese ist bereits der Gottheit geweiht und selber fest entschlossen.
Faone hat erkannt, wie sehr Saffo ihn liebt, und bereut, dass er sie verlassen hat; er beschließt, mit ihr zusammen von der Klippe zu springen.
Auf halber Höhe am leukadischen Felsen
In der letzten Szene wird die weißgekleidete Saffo in feierlicher Zeremonie zum heiligen Felsen geleitet. Von Gefühlen überwältigt gerät sie in einen Zustand göttlicher Inspiration und Ekstase und verabschiedet sich zu den Klängen ihrer Leier mit einem Gesang, in dem sie Allen vergibt und dem Brautpaar Climene und Faone Glück wünscht.

## Gestaltung

### Musikalische Struktur
- Preludio und Introduzione: Divini carmi? Quante ne desta (Chor)

Erster Teil: Die olympische Krone
- Nr. 1 – Cavatina des Alcandro: Di sua voce il suon giungea (Chor, Alcandro, Ippia, Faone)
- Nr. 2 – Duett Saffo – Faone: A che, Faon… – Quando il mio caldo genio – Qual io t’aborro, o perfida (Saffo, Faone, Coro, Lisimaco)

Zweiter Teil: Die Hochzeit des Faone
- Nr. 4 – Chor und Cavatina der Climene: Al crin le cingete la rosea corona – Ah! con lui mi fu rapita (Chor, Dirce, Climene)
- Nr. 5 – Duett Climene – Saffo: Ahi crudo fato! Ahi misera! – Di quai soavi lagrime
- Nr. 6 – Finale II: Le certe, le tibie confondano i suoni – Ai mortali, o crudo, ai numi io ti chiesi lagrimando (Chor, Alcandro, Faone, Climene, Saffo, Lisimaco, Ippia, Dirce)

Dritter Teil: Der Sprung vom leukadischen Felsen
- Nr. 7 – Chor und Terzett Alcandro, Saffo, Climene: Voci del ciel – Signor di Leucade…occhio del ciel – Al seno mi stringi – Ah! che un perfido son io (Coro, Saffo, Alcandro, Lisimaco, Climene, Ippia)
- Nr. 8 – Aria des Faone: Qual frutto acerbo io colsi (Faone, Ippia, Coro)
- Nr. 9 – Chor und Aria finale der Saffo: S’ella paventa o dubita – Teco dall’are pronube – L’ama ognor qual io l’amai (Coro, Saffo, Climene, Dirce, Alcandro, Lisimaco, Faone, Ippia)

### Orchester
Die Orchesterbesetzung der Oper enthält die folgenden Instrumente:
- Holzbläser: zwei Piccoloflöten, zwei Flöten, zwei Oboen, zwei Klarinetten, zwei Fagotte
- Blechbläser: vier Hörner, zwei Trompeten, drei Posaunen, Cimbasso
- Pauken, Gong, Sistro
- Harfe
- Streicher
- Bühnenmusik: Bläser

### Musik

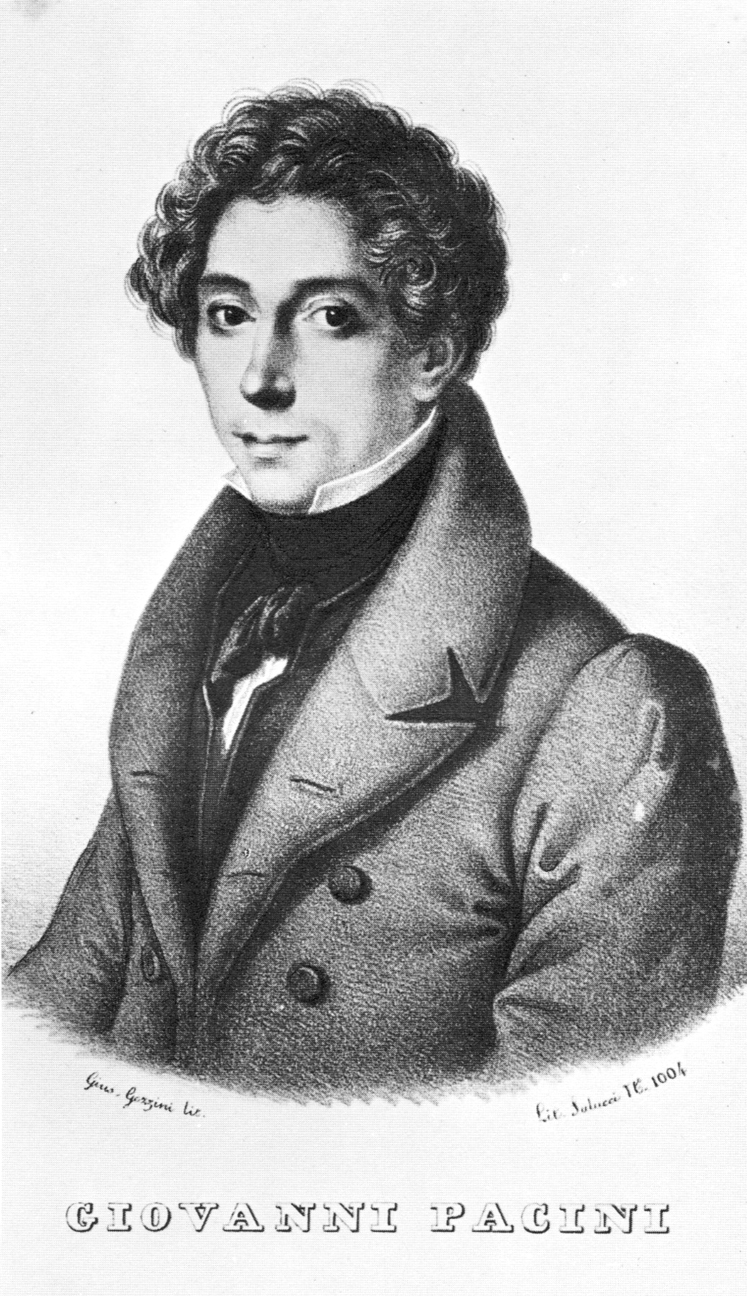
Giovanni Pacini

Saffo war Pacinis zweite Oper (nach Furio Camillo, Rom 1839) nach seiner fünfjährigen Abstinenz von der Opernbühne (seit 1835); insgesamt war es bereits etwa seine 46. Oper. Es war außerdem seine erste Zusammenarbeit mit dem berühmten Librettisten Salvadore Cammarano, mit dem er in der Folge noch weitere fünf Opern schuf. Der Komponist war auf halbem Wege so entmutigt, dass er schon aufgeben wollte und Cammarano bereits um ein anderes Libretto bat, aber nachdem dieser die ersten Stücke probeweise von Pacini selber gehört hatte, bekniete er ihn, mit der Komposition weiterzumachen.
Pacini hatte sich seit 1835 gründlich mit den moderneren musikalischen Entwicklungen von Komponisten wie Bellini und Donizetti und vermutlich auch mit französischen Werken von Meyerbeer (Les Huguenots) und/oder Halévy (La Juive) auseinandergesetzt und versuchte in Saffo ein möglichst realistisches musikalisches Drama, eine „Reformoper“ umzusetzen. Die Musik ist zu einem großen Teil beinahe durchkomponiert, obwohl er grundsätzlich noch die traditionellen Formen verwendet. Zu dem real-dramatischen Effekt gehört auch ein von Koloraturen weitgehend „entschlackter“ Gesangsstil (mit Ausnahme der Cabaletta der Ismene im ersten Teil). Dabei dürfte allerdings auch die Besetzung der Titelrolle mit der deutschen Sängerin Francilla (eigtl. Franziska) Pixis eine gewisse Rolle gespielt haben, die von Pacini als „apassionata“ (leidenschaftlich) charakterisiert wurde, und die wohl eine etwas andere Prägung erfahren hatte als die meisten mehr auf Wohlklang, Flexibilität und Koloraturfähigkeit ausgerichteten italienischen Sängerinnen um 1840 (wie Eugenia Tadolini oder Erminia Frezzolini, mit denen Pacini später noch zusammenarbeitete).
Stilistisch ist die Musik von Saffo hochromantisch. Obwohl die italienische Belcanto-Tradition in Form eines wohlgeformten Lyrismus nach wie vor bewahrt ist, sind andere Elemente für die Entstehungszeit progressiv, wie insbesondere die komplexe und bewegliche, stellenweise auch gewagte Harmonik. Der Orchestersatz ist üppig und nimmt weniger Rücksicht auf die Sänger als in Pacinis früheren Opern oder bei Bellini. Das Kolorit der Oper ist durch einen auffällig häufigen Einsatz von Bläsern bestimmt, besonders Blechbläser und hier wiederum vor allem tiefe Posaunen. Teilweise kommt es zu plötzlichen, lauten, dramatischen Ausbrüchen. Melancholische Cello-Kantilenen durchziehen das ganze Werk wie ein roter Faden und weisen auf Verdi voraus, der zu dieser Zeit noch ganz jung war und erst eine Oper herausgebracht hatte.
Besonders im dritten Teil ist Pacini ausdrucksvolle und anrührende Musik gelungen, dabei scheint gelegentlich und deutlich das Vorbild von Bellinis Norma durch. Zu den bewegendsten Momenten der Oper gehört das Terzett im dritten Teil Al seno mi stringi.
Manchmal wird Saffo als „Pacinis beste Oper“ bezeichnet, diese Einschätzung beruht allerdings auf einem bestimmten Opern- und Gesangsideal und ist mit Vorsicht zu genießen angesichts der Tatsache, dass das Gros der ca. 70 Pacini-Opern nahezu komplett vergessen ist.

## Aufführungsgeschichte
Die Sänger der Uraufführung am 29. November 1840 im Teatro San Carlo von Neapel waren: die Deutsche Francilla Pixis als Saffo, Eloisa Buccini als Climene, der berühmte Tenor Gaetano Fraschini als Faone, Giovanni Orazio Cartagenova als Alcandro, Anna Salvettin (Dirce), Michele Benedetti (oder Nicola Benedetti ?) (Lisimaco) und Napoleone Rossi (Ippia).
Die Oper war ein immenser Erfolg, Pacini wurde gefeiert und nach der zweiten Aufführung mit Fackeln nach Hause geleitet, so wie es damals bei großen Opernerfolgen in Italien üblich war. Bereits 1841 wurde die Oper auch in Triest, Rom und Venedig gespielt, und allein 1842 folgten Aufführungen an (mindestens) 16 verschiedenen Theatern, u. a. in Barcelona, Wien, Mailand, Florenz, Turin, Bologna und Palermo. Bis 1873 sind etwa 70 Produktionen allein in Italien nachweisbar, letzte Aufführungen im Teatro La Fenice in Venedig (1870) und im Mailänder Teatro dal Verme (1873).
Im 20. Jahrhundert gab es mehrere Wiederaufführungen der Oper, u. a. 1967 im Teatro San Carlo in Neapel mit Leyla Gencer als Saffo und Luigi Quilico als Faone; davon existiert ein Live-Mitschnitt. Die Oper wurde auch 1983 im Teatro Bellini in Catania gegeben (Premiere: 23. Februar 1983), mit Adelaida Negri als Saffo und in den anderen Hauptrollen Pietro Visconti (Faone), Gabriele Floresta (Alcandro), Mirella Parutto (Climene), Orchestra e Coro del Teatro Bellini di Catania, Dirigent: Carlo Franci.
Montserrat Caballé sang die Titelpartie in (Konzert)aufführungen in Barcelona (1987) und Wien (1989), von denen ebenfalls Live-Mitschnitte existieren (siehe unten).
1995 wurde Pacinis Saffo auch beim irischen Wexford Festival gegeben, dabei sangen u. a. Francesca Pedaci (Saffo), Carlo Ventre (Faone), Roberto de Candia (Alcandro) und Mariana Pentcheva (Climene). Auch hiervon gibt es einen Live-Mitschnitt von Marco Polo.
Die US-amerikanische Mezzosopranistin Joyce DiDonato veröffentlichte 2014 eine bedeutende Interpretation der Aria finale der Saffo „Flutto che muggi… Teco dall’are pronube… L’ama ognor qual io l’amai“.

## Aufnahmen

### Einzelaufnahme
- Arie der Saffo: „Flutto che muggi… Teco dall’are pronube… L’ama ognor qual io l’amai“ (Saffo, Faone, Climene, Alcandro), auf der CD: Stella di Napoli, mit Joyce DiDonato, Choeur De l’Opéra National De Lyon u. a., Orchestre de l’Opéra National de Lyon, Riccardo Minasi, 2014, bei Erato/Warner Classics.

### Gesamtaufnahmen
- Leyla Gencer (Saffo), Tito del Bianco (Alcandro), Luigi Quilico (Faone), Franca Mattiuccin (Climene), Orchester und Chor des Teatro San Carlo Neapel, unter Franco Capuana, Label: Opera d’Oro. (Live-Mitschnitt von 1967)
- Adelaida Negri (Saffo), Pietro Visconti (Faone), Gabriele Floresta (Alcandro), Mirella Parutto (Climene), Orchestra e Coro del Teatro Bellini di Catania, Dirigent: Carlo Franci. Label: Omega Opera Archive 3713; House of Opera CD 2731 New Ornamenti NOC 150-52 (Live-Mitschnitt aus dem Teatro Bellini in Catania, 23. Februar 1983)
- Montserrat Caballé (Saffo), Antonio Ordoñez (Faone), Enric Serra (Alcandro), Petra Malakova (Climene) u. a., Chor & Orchester des Gran Teatro del Liceo de Barcelona, Manfred Ramin (Dirigent). Label: House of Opera CD 1013 (2002)ª (Live-Mitschnitt aus dem Teatro del Liceo in Barcelona, 24. Juni 1987)
- Montserrat Caballé (Saffo), Antonio Ordoñez (Faone), Enric Serra (Alcandro), Raquel Pierotti (Climene) u. a., Wiener Singakademie, Salzburger Kammerorchester unter José M. Callado. Label: Premiere Opera Ltd. CDNO 436-2; Celestial Audio CA 437 (2005)ª; Encore CD 137-2 (2005) (Live-Mitschnitt aus dem Wiener Konzerthaus, 17. Juni 1989)
- Francesca Pedaci (Saffo), Carlo Ventre (Faone), Roberto de Candia (Alcandro), Mariana Pentcheva (Climene), Gemma Bertagnolli (Dirce), Aled Hall (Ippia), Davide Baronchelli (Lisimaco), Wexford Festival Opera Chorus, National Symphony Orchestra of Ireland unter Maurizio Benini. Audio-CD: Marco Polo. (Live-Aufnahme vom Wexford Festival 1995)